# Dideoides latus
Dideoides latus là một loài ruồi trong họ Ruồi giả ong (Syrphidae). Loài này được Coquillett mô tả khoa học đầu tiên năm 1898. Dideoides latus phân bố ở vùng Cổ Bắc giới